# Municipio de Santa Cruz Balanyá
Municipio de Santa Cruz Balanyá är en kommun i Guatemala.   Den ligger i departementet Departamento de Chimaltenango, i den sydvästra delen av landet, 40 km väster om huvudstaden Guatemala City.
Följande samhällen finns i Municipio de Santa Cruz Balanyá:
- Santa Cruz Balanyá